# Kronopark
I Sverige er en kronopark et skovområde, som staten både har ejendoms- og anvendelsesret til, og som administreres og forvaltes af den statsejede virksomhed Sveaskog.
Kronoparkerne øgedes både i antal og i areal fra slutningen af 1800-tallet frem til begyndelsen
af 1900-tallet. Deres sammenlagte areal var på 4.257,95 km² i 1870, mens de ved slutningen af 1908 blev opgjort til 45.717,92 km² (omtrent en tiendedel af Sveriges samlede areal), hvoraf over 30.000 km² var i Norrbottens og Västerbottens län. I 1905 var der 1.082 kronoparker i Sverige.

## Ekstern henvisning
- Länsstyrelsen i Västerbotten om Statens mark Arkiveret 7. august 2007 hos  Wayback Machine